# NGC 4984
NGC 4984 је спирална галаксија у сазвежђу Девица која се налази на NGC листи објеката дубоког неба.
Деклинација објекта је - 15° 30' 57" а ректасцензија 13h 8m 57,1s. Привидна величина (магнитуда) објекта NGC 4984 износи 11,3 а фотографска магнитуда 12,2. Налази се на удаљености од 21,3000 милиона парсека од Сунца. NGC 4984 је још познат и под ознакама MCG -2-34-4, 2SZ 6, IRAS 13062-1514, PGC 45585.